# Karla Šlechtová
Karla Šlechtová (ur. 22 maja 1977 w Karlowych Warach) – czeska ekonomistka i urzędniczka państwowa, parlamentarzystka, w latach 2015–2017 minister rozwoju regionalnego, od 2017 do 2018 minister obrony.

## Życiorys
W 1999 ukończyła studia ekonomiczne na Uniwersytecie Zachodnioczeskim w Pilźnie, w 2001 na tej samej uczelni uzyskała dyplom inżyniera (Ing.). Od 1998 pracowała jako koordynatorka i menedżer projektów. W latach 2005–2010 była konsultantem w firmie doradczej Deloitte. Od 2011 związana zawodowo z administracją państwową, do 2014 kierowała jednym z departamentów Ministerstwa Rozwoju Regionalnego. W 2014 została dyrektorem sekcji ds. funduszy europejskich i spraw europejskich w biurze rządu Republiki Czeskiej.
8 października 2014 z rekomendacji ANO 2011 zastąpiła Věrę Jourovą na stanowisku ministra rozwoju regionalnego w rządzie Bohuslava Sobotki. W wyborach w 2017 z listy swojego ugrupowania uzyskała mandat deputowanej do Izby Poselskiej.
13 grudnia 2017 objęła urząd ministra obrony w nowo utworzonym rządzie Andreja Babiša. Pełniła tę funkcję do 27 czerwca 2018.